# Hydrocotyle vulgaris
Hydrocotyle vulgaris es una planta de la familia Araliaceae.

## Descripción
Rastrera perenne, con tallos delgados que arraigan en los nudos; hojas erectas, de largo pecíolo, láminas redondeadas con dientes redondeadas, de hasta 4 cm de diámetro. Flores blanquecinas, de aproximadamente 1 cm de diámetro, en verticilos en inflorescencias en un tallo la mitad de largo que el pecíolo de debajo. Fruto redondeado, arrugado. Florece desde finales de primavera hasta principios del otoño.

## Hábitat
Lugares húmedos, turberas, aguas poco profundas.

## Distribución
Gran parte de Europa (excepto Finlandia), en Turquía, Bulgaria y Rumanía.

## Taxonomía
Hydrocotyle vulgaris fue descrito por Carlos Linneo y publicado en Species Plantarum 1: 234. 1753.
Sinónimos
- Hydrocotyle peltata Salisb.
- Hydrocotyle pleiantha Ces.
- Hydrocotyle schkuhriana Rchb.[3][4]

## Nombres comunes
- Castellano: cotiledón, hidrocótila, ombligo de Venus acuático, picante de ranas, soldanela acuática, sombreret d'aigua, sombrerillo de agua, sombrero de agua.[5]